# Herman Ramsperger
Herman Carl Ramsperger (* 19. Juli 1896 in Salt Lake City; † 13. Juli 1932) war ein US-amerikanischer Chemiker (Physikalische Chemie, Theoretische Chemie).
Ramsperger studierte am Utah Agricultural College und wurde 1925 an der University of California, Berkeley, promoviert. Als Post-Doktorand war er an der Stanford University und dem Caltech und wurde Assistant Professor für organische Chemie am Caltech.
Er entwickelte mit Oscar K. Rice 1927 die RRK-Theorie, die zusätzlich nach einem Beitrag von Louis Kassel (1928) benannt ist. Die RRK-Theorie lieferte eine mikroskopische quantitative Beschreibung unimolekularer Reaktionen in der Gasphase mit Erklärung der Abnahme der Reaktionsrate mit dem Gasdruck. Sie zeigte die Rolle molekularer Anregungen durch Stöße für die Reaktion. Ramsperger untersuchte dazu zunächst die Zerfallsraten von Azomethan.

## Schriften
Außer die in den Fußnoten zitierten Schriften:
- The Thermal and Photochemical Decomposition of Azo Compounds and the Problem of Reaction Rates, Proc. Nat. Acad. Sci. USA, Band 13, 1927, Heft 12
- The photochemical decomposition of Azomethane, Journal of the American Chemical Society, Band 50, 1928, Heft 1
- Experimental Tests of Unimolecular Reaction-Rate Theories, Chemical Reviews, Band 10, 1932, Heft 1